# Роберто Карлош
Роберто Карлош да Силва Роша (на португалски: Roberto Carlos da Silva Rocha) е бивш бразилски футболист, защитник. Карлош е част от националния отбор на Бразилия в три световни първенства, помага при достигането до финала през 1998 г. и спечелването на Световното първенство 2002. Той е един от петимата играчи, играли в над 100 мача в Шампионска лига до март 2007 г.

Запазена марка на Роберто Карлош са силните и точни преки свободни удари. Известен е още със скоростта си и добрите включвания в атака, често подемащ контраатаки. Той е на 5-о – 6-о място в света сред защитниците, отбелязали най-много голове за всички времена със 113 гола в официални срещи.

През 1997 г. Роберто Карлош печели втора награда за Футболист на годината на ФИФА. Той е посочен от Пеле като един от 125-имата най-велики живи футболисти през март 2004.
Карлош е баща на 8 деца. 

## Клубна кариера
Роберто Карлош започва професионалната си кариера в Палмейрас преди да се премести в Интер на 22-годишна възраст. През 1996 г. подписва с испанския гигант Реал Мадрид и играе 11 сезона в клуба, като става най-дълго задържалият се чужденец в отбора.
На 2 август 2005 г. Роберто Карлош получава двойно гражданство – испанско и бразилско. Това е важно за Реал Мадрид тъй като се освобождава едно място от разрешените три за играчи, които не са европейци и дава възможност да подпишат договор с Робиньо.
През сезон 2005/06 се носят слухове, че Карлош може да напусне Мадрид и да премине в клубове като Арсенал и Фенербахче.
През 2006/07 Роберто има неразбирателства с треньора Фабио Капело. Мачовете в които играе драстично намаляват, през повечето време е използван като смяна. През втория мач от 16-на финала за Шампионска лига срещу Байерн Мюнхен отнася жестока критика заради бързото изгубване на топката, довело до гол на Рой Макай, най-бързият гол в историята на турнира, който елиминира Реал Мадрид от надпреварата. На 9 март 2007 г. обявява официално решението си да не поднови договора си с Реал Мадрид.
На 19 юни 2007 г. Роберто Карлош подписва две годишен договор с опция за още една с най-популярния турски клуб Фенербахче, a през есента на 2009 г. подписва договор с клуба от родната му страна Коринтианс. Там той играе с друг световноизвестен бразилец – Роналдо.
На 13 февруари 2011 г. подписва с Анжи Махачкала. Избран е за капитан на отбора. Гаджи Гаджиев използва Карлош като опорен халф. По време на престоя си в Русия на 2 пъти е замерен с банан от фенове. През март 2012 г. слага край на кариерата си, но остава в Анжи като треньор.

## Национален отбор
Роберто Карлош играе в 125 мача за националния отбор на Бразилия, като вкарва 11 гола в 11 мача от 1995 до 2005 г. 
Заема второ място по броя на участията в отбора след Кафу със 149 мача. Той има съществен принос Бразилия да стане световен шампион през 2002 г. и вицешампион през 1998.
На 3 юни 1997 г. Роберто Карлош вкарва най-красивия гол в кариерата си: в първия мач на турнир във Франция срещу домакините (1:1) открива резултата от пряк свободен удар от 35 м с външен фалцов удар с левия крак вдясно покрай стената. Траекторията на топката е с формата на банан и е с нарастваща кривина, която е толкова голяма, че вече е била обект на множество научни изследвания. Това негово изпълнение е известно като „Бананов изстрел“. 
Отказва се от националния отбор след загубата от Франция с 0:1 в четвъртфинала на Световното първенство по футбол през 2006 г..

## Отличия

### Клубни
Палмейрас
- Бразилия Серия А: 1993, 1994
- Лига Паулиста: 1993, 1994
- Турнир Рио-Сао-Пауло: 1993

 Реал Мадрид
- Шампионска лига на УЕФА: 1997 – 98, 1999 – 00, 2001 – 02
- Примера дивисион: 1996 – 97, 2000 – 01, 2002 – 03, 2006 – 07
- Суперкупа на Испания: 1997, 2001, 2003
- Междуконтинентална купа по футбол: 1998, 2002
- Суперкупа на УЕФА: 2002

 Фенербахче
- Суперкупа на Турция: 2007, 2009

### Международни
Бразилия
- Купа на конфедерациите: 1997
- Копа Америка: 1997, 1999
- Световно първенство по футбол: 2002